# Waldemar Jordan
Waldemar Bogusław Jordan (ur. 3 października 1952) – polski polityk i przedsiębiorca, były wojewoda pilski.

## Życiorys
Na Politechnice Łódzkiej uzyskał tytuł zawodowy magistra inżyniera mechanika. Odbył też studia podyplomowe na Akademii Ekonomicznej w Poznaniu. W latach 80. działał w opozycji demokratycznej w ramach "Solidarności". Po wprowadzeniu stanu wojennego został internowany na okres od 13 grudnia 1981 do 9 lipca 1982 we Wronkach i Gębarzewie.
Od 1990 do 1993 sprawował urząd wojewody pilskiego. Następnie zajął się własną działalnością gospodarczą w ramach spółek prawa handlowego. Wstąpił do Platformy Obywatelskiej. W 2009 bez powodzenia kandydował z jej listy do Parlamentu Europejskiego.
Wszedł w skład komitetu wspierającego kandydaturę Karola Nawrockiego na prezydenta RP w wyborach w 2025.

## Odznaczenia
Otrzymał Srebrny Krzyż Zasługi (2001), Krzyż Wolności i Solidarności (2019) oraz Krzyż Kawalerski Orderu Odrodzenia Polski (2023).